# 経営新時代
経営新時代（けいえいしんじだい）は、1969年4月7日から1976年4月3日までNHK教育テレビで放送されたテレビ番組である。これからのビジネスマンや経営者に新時代のビジネス活動のための情報を提供し、経営のあり方を示唆することをねらいとした経済番組である。

## 放送時間
月 - 土曜日 07:00 - 07:30

## 内容
| 年度 | 月                       | 火           | 水             | 木               | 金           | 土                 |
| ---- | ------------------------ | ------------ | -------------- | ---------------- | ------------ | ------------------ |
| 1969 | 職場診断                 | 業界リポート | 産業人         | 国際化への道     | 新産業地図   | わたしの提言       |
| 1970 | 職場の安全設計           | 業界リポート | 産業人         | 国際化への道     | 新産業地図   | わたしの提言       |
| 1971 | 職場の生理学             | 産業リポート | あすに生きる   | あなたとシステム | きょうの提言 | ビジネストピックス |
| 1972 | われらビジネスマン       | 経営リポート | ふるさと産業史 | あなたとシステム | きょうの椅子 | ビジネストピックス |
| 1973 | 組織とあなた             | リポート'73  | ふるさと産業史 | 世界商品地図     | きょうの椅子 | ビジネストピックス |
| 1974 | サラリーマン・クリニック | リポート'74  | ふるさと産業史 | 世界商品地図     | きょうの椅子 | ビジネストピックス |
| 1975 | サラリーマン・クリニック | リポート'75  | ふるさと産業史 | 私の海外手帳     | きょうの椅子 | ビジネストピックス |

## 特集
- 70年代の中小企業
- 自由化とアメリカ商法
- 71年日本産業と課題
- 産業界ことしの課題
- 安定成長への模索
- 戦後産業史とわたし
- 先人を語る
- 転換期の地場産業
- 産業界展望
- わたしの日本経済論

## 関連番組
- 商店経営